# ويليام هنري ريتشموند
ويليام هنري ريتشموند (بالإنجليزية: William Henry Richmond)‏ هو شخصية أعمال أمريكي، ولد في 1821، وتوفي في 1922.